# مارک بوریر
مارک بوریر (انگلیسی: Marc Bourrier؛ زادهٔ ۲۱ سپتامبر ۱۹۳۴) بازیکن فوتبال اهل فرانسه است.
از باشگاه‌هایی که در آن بازی کرده‌است می‌توان به باشگاه ورزشی مون‌پلیه و باشگاه فوتبال لانس اشاره کرد.